# Tierra de Ledesma
La Tierra de Ledesma, també coneguda com a Campo de Ledesma, és una comarca de la província de Salamanca, a Castella i Lleó. Els seus límits no es corresponen amb una divisió administrativa, sinó amb una demarcació històrico-tradicional i agrària.

## Geografia

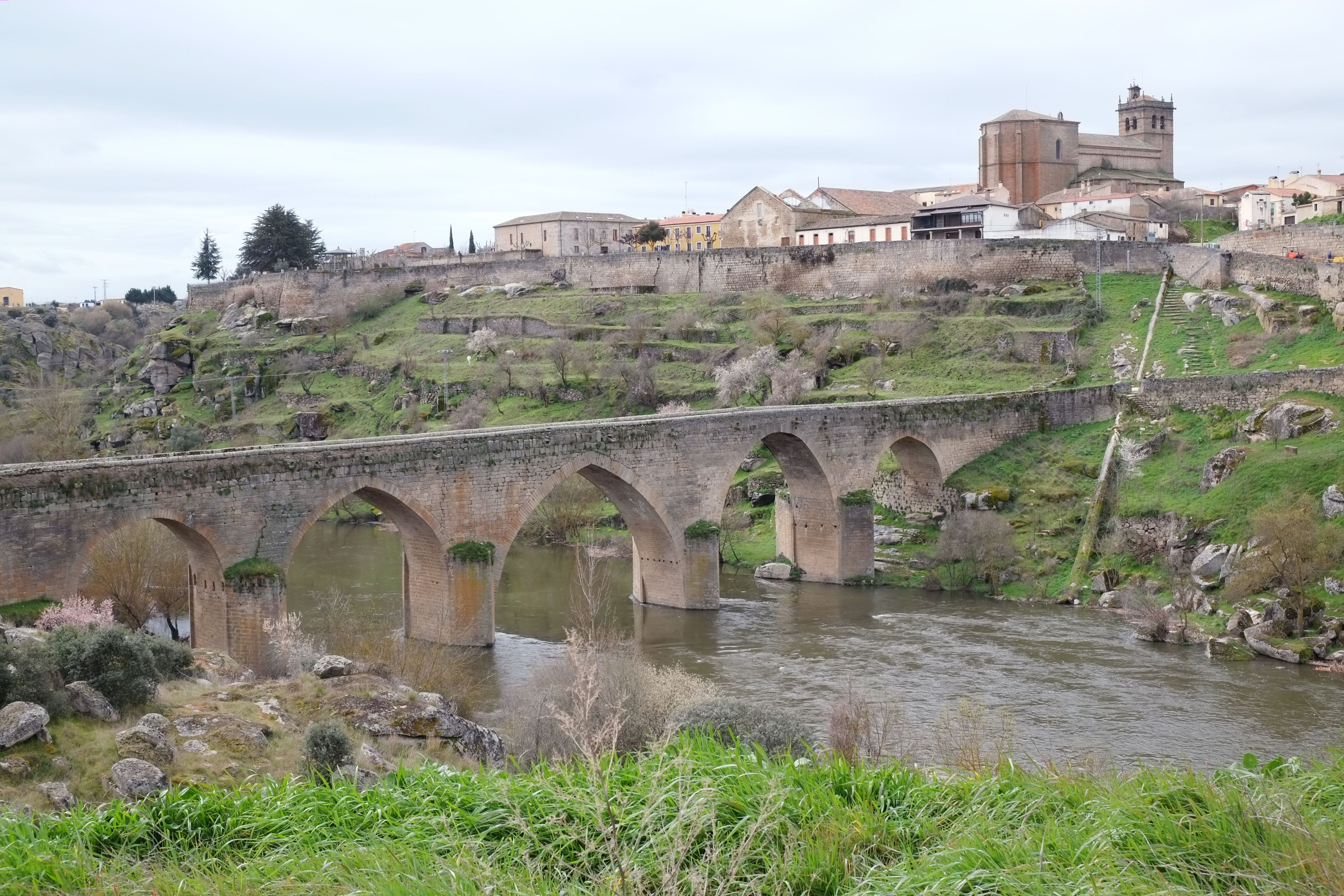
Ledesma, la capital comarcal.

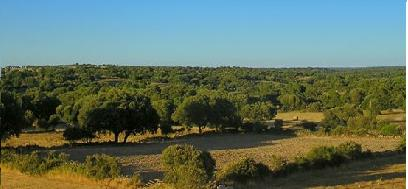
La devesa és el paisatge característic d'aquesta comarca i el Campo Charro.

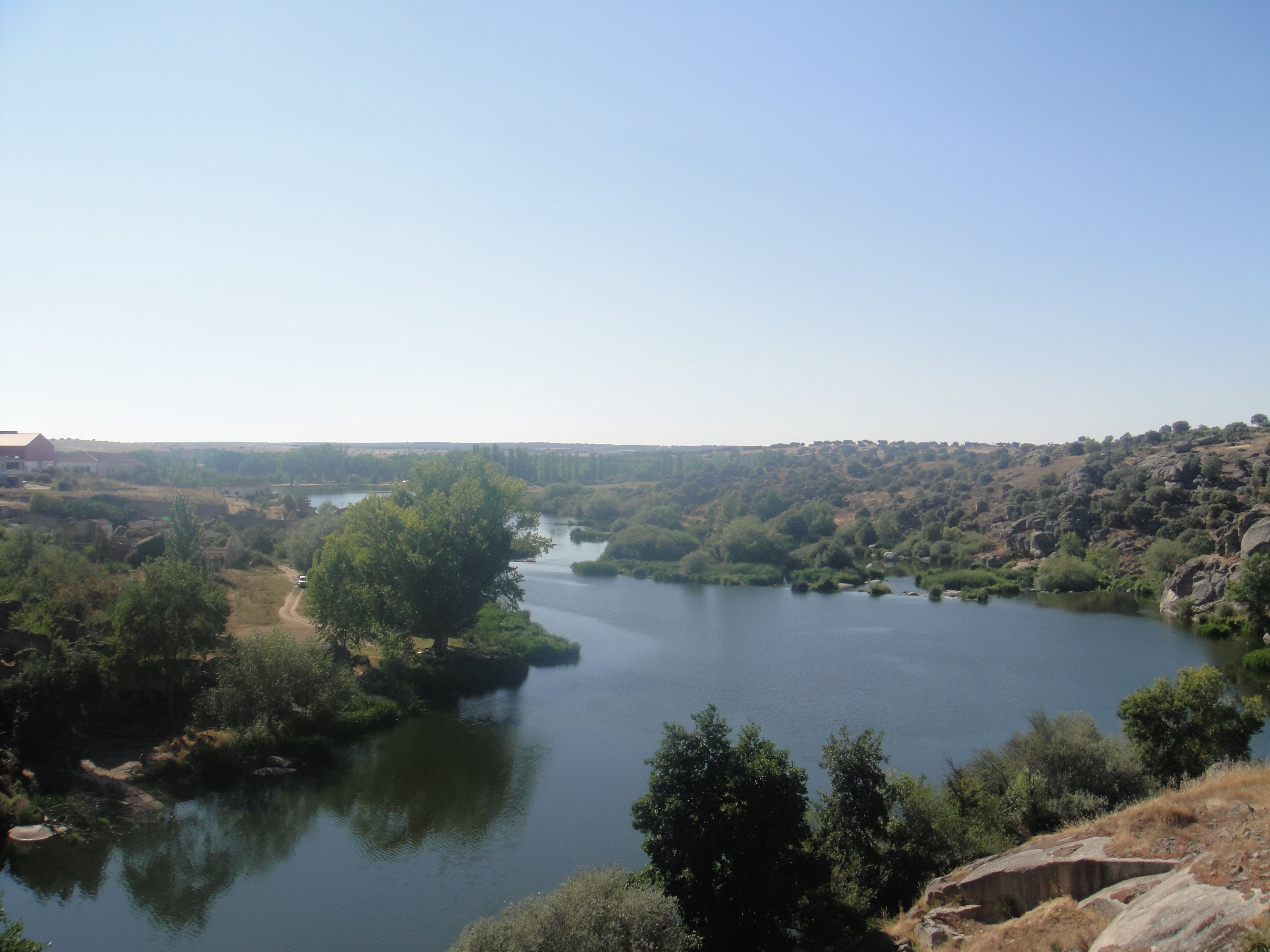
El riu Tormes a seu pas per Ledesma.

La Tierra de Ledesma està situada al nord de la província de Salamanca i ocupa una superfície de 1078,86 km².

### Demarcació
Comprèn 30 municipis: Aldearrodrigo, Almenara de Tormes, Añover de Tormes, Doñinos de Ledesma, Encina de San Silvestre, El Arco, Gejuelo del Barro, Golpejas, Juzbado, La Mata de Ledesma, Ledesma, Monleras, Palacios del Arzobispo, Rollán, San Pedro del Valle, San Pelayo de Guareña, Sando, Santa María de Sando, Santiz, Sardón de los Frailes, Tabera de Abajo, Tremedal de Tormes, Valdelosa, Vega de Tirados, Villarmayor, Villasdardo, Villaseco de los Gamitos, Villaseco de los Reyes, Zamayón i Zarapicos.
Es considera a Ledesma como el centre neuràlgic o capital del territori.
Limita amb Zamora al nord, amb La Armuña a l'est, amb el Campo Charro al sud i amb La Ramajería i la Tierra de Vitigudino a l'oest.
| Nord-oest: La Ramajería                   | Nord: Sayago (Zamora)   | Nord-est: Tierra del Vino (Zamora) |
| Oest: La Ramajería i Tierra de Vitigudino |                         | Est: La Armuña                     |
| Sud-oest: Campo de Yeltes                 | Sud: Campo de Salamanca | Sud-est: Campo de Salamanca        |

## Demografia
La comarca de la Tierra de Ledesma, igual que la majoria de les comarques de Salamanca, sofreix un gran declivi demogràfic, encara que en aquest cas és més acusat que en la majoria d'elles. En aquesta comarca fins als anys 50 gairebé tots els seus municipis eren petites localitats que tenien entre 300 i 500 habitants, a més és una comarca amb moltes petits llogarets el que dispersa encara més a la població. Però des de l'èxode dels anys 60 pràcticament tots els seus municipis tenen menys de 300 habitants i a més tenen una tendència negativa.
| Gràfica d'evolució de Tierra de Ledesma entre 1900 i 2010                                           |
| |
| Població de fet (1900-1991) o població de dret Població segons el padró municipal de 2010 de l'INE. |